# Robert Zola Christensen
Robert Zola Christensen (født 15. juli 1964 i København), er en dansk forfatter af børnebøger, digte, noveller, romaner og fagbøger, samt en krimiserie. 
Robert Zola Christensen har en ph.d. i nordisk filologi og er ansat som litteraturforsker ved Lund Universitet. 
Med Lisa Holm Christensen har han skrevet lærebogen Dansk Grammatik der er kommet er flere udgave gennem årene.
Tematisk kredser forfatteren gerne om temaer som identitet, virkelighed og virkelighedsflugt. I 2009 var han nomineret til DR Romanprisen. 